# Pirossapkás cinegelégykapó
A pirossapkás cinegelégykapó (Petroica goodenovii) a madarak osztályának a verébalakúak (Passeriformes) rendjéhez és a cinegelégykapó-félék (Petroicidae) családjához tartozó faj.

## Rendszerezése
A fajt Nicholas Aylward Vigors és Thomas Horsfield írták le 1827-ben, a Muscicapa nembe Muscicapa goodenovii néven. Tudományos faji nevét Samuel Goodenough tiszteletes tiszteletére kapta.

## Előfordulása
Ausztrália nagy részén honos. Természetes élőhelyei a szubtrópusi,  trópusi és mediterrán típusú cserjések és száraz szavannák.

## Megjelenése
Testhossza 13 centiméter, testtömege 7-9 gramm. A hímnek a sapkája és a melle skarlátvörös. A feje, válla, nyaka és háta fekete. Hasi része fehér. A tojó tollazata barnás-sárgás, vörös sapkája kevésbé feltűnő.
|  |  |

## Életmódja
A földön, vagy alacsony növényzeten keresgéli rovarokból és más ízeltlábúakból álló táplálékát.

## Szaporodása
Fészekalja átlag 2-3 tojásból áll, melyen a tojó kotlik 13 napig, a hím eteti őket.

## Természetvédelmi helyzete
Az elterjedési területe rendkívül nagy, egyedszáma pedig stabil. A Természetvédelmi Világszövetség Vörös listáján nem fenyegetett fajként szerepel.